# Hela Msadek
Hela Msadek, née le 23 novembre 1989 à Jemmal, est une joueuse tunisienne de basket-ball évoluant au poste d'ailier.

## Carrière
Elle participe au championnat d'Afrique en 2007, 2009, 2011, 2017 et 2019.
Elle évolue en club au Club sportif sfaxien.